# 検損田使
検損田使（けんそんでんし）とは、律令制において、損田を実地検査するために、臨時に派遣された官職のことと推定されている。

## 概要
「検損田使」の史料上の初見は天長2年（825年）のことであるが、実はそれ以前から派遣されていたと思われる形跡がある。
『賦役令』の規定により、損田は程度に応じて租庸調が免除されることになっていたため、国司は毎年太政官に損田の実態を報告することになっているが、慶雲3年9月20日の勅令によると、損戸49戸までは国司の処分（実際の検分）に任せ、50戸以上になった時は太政官に申告、300戸以上になったら奏聞し、ともに期限は9月30日までに行うことになっていた。史料にはっきり記されているわけではないが、このような場合に、太政官からその申告のあった国あてに検損田使が派遣されることになっていたと思われる。
その後、平安時代に入って、損田の処分についてもかなりの変更があり、損田の実況ではなく、一定額を損田として認定する慣行が定着することになったが、検損田使の派遣の原則に変更はなかった。